# Боуи, Лестер
Лестер Боуи (англ. Lester Bowie; 10 ноября 1941 года — 11 июля 1999 года) — американский джазовый музыкант, композитор, член Ассоциации содействия развитию творческих музыкантов (AACM), основатель одного из ведущих фри-джазовых ансамблей 1970—1980-х годов Art Ensemble of Chicago.

## Биография
Родился в городе Фредерик, штат Мэриленд, вырос в Сент-Луисе, где с пяти лет постигал азы игры на трубе. Большую роль в становлении Лестера как джазового композитора сыграл его отец, профессиональный музыкант. Он быстро освоил инструмент, и свои первые профессиональные шаги совершал вместе с известными музыкантами, такими как Литл Мильтон, Альберт Кинг, Соломон Берк, Руфус Томас и Фонтелла Басс, мужем которой стал в 1965 году.
В 1966 Лестер Боуи переехал в Чикаго, где работал как студийный музыкант. Там он стал сотрудничать с Ричардом Абрамсом и Роско Митчеллом, стал членом Ассоциации содействия развитию творческих музыкантов (AACM). В 1968 году с его подачи образовался коллектив «Art Ensemble of Chicago», членом которой Лестер Боуи оставался на протяжении всей своей жизни, при этом он также играл в ансамбле Джека Дежонетта.
Лестер Боуи много путешествовал, жил то на Ямайке, то в африканских странах, где играл и записывался с Кути, то в Европе. В 1984 году он сформировал нонет «Lester Bowie’s Brass Fantasy» (четыре трубы, два тромбона, валторна, туба и ударные), исполнявший менее экспрессивную музыку, чем «Art Ensemble of Chicago», на грани поп-музыки и джаза, в том числе версии песен Уитни Хьюстон, Майкла Джексона, Фрэнка Синатры, Джеймса Брауна, Мэрилина Мэнсона, и группы Spice Girls. Позже, состав коллектива увеличился до десяти человек.
В 1990 году Лестер Боуи побывал в Москве в качестве трубача группы «The Leaders». В её составе участвовали Чико Фримен, Артур Блайт и другие известные джазовые музыканты.
Лестер Боуи сыграл большую роль в модернизации джаза, его музыку причисляют к авангардному течению, в ней есть много от регги и ска, и, в то же время, много от классического звучания. Его считали и считают «бунтарем» джазового искусства, стремившегося находить всегда и везде новые возможности игры, экспериментировать. Часто выступления Лестера Боуи носили яркий и эпатажный характер (Лестер Боуи обладал хорошим чувством юмора и был склонен к пародированию), он мог выйти на сцену в сверкающем костюме или в белом халате, которые, собственно, были отличительной чертой его сценического амплуа (изначально халат, в котором играл Боуи, был белым, но впоследствии композитор «модернизировал» его, добавив множество блёсток, сверкающих в лучах прожекторов).

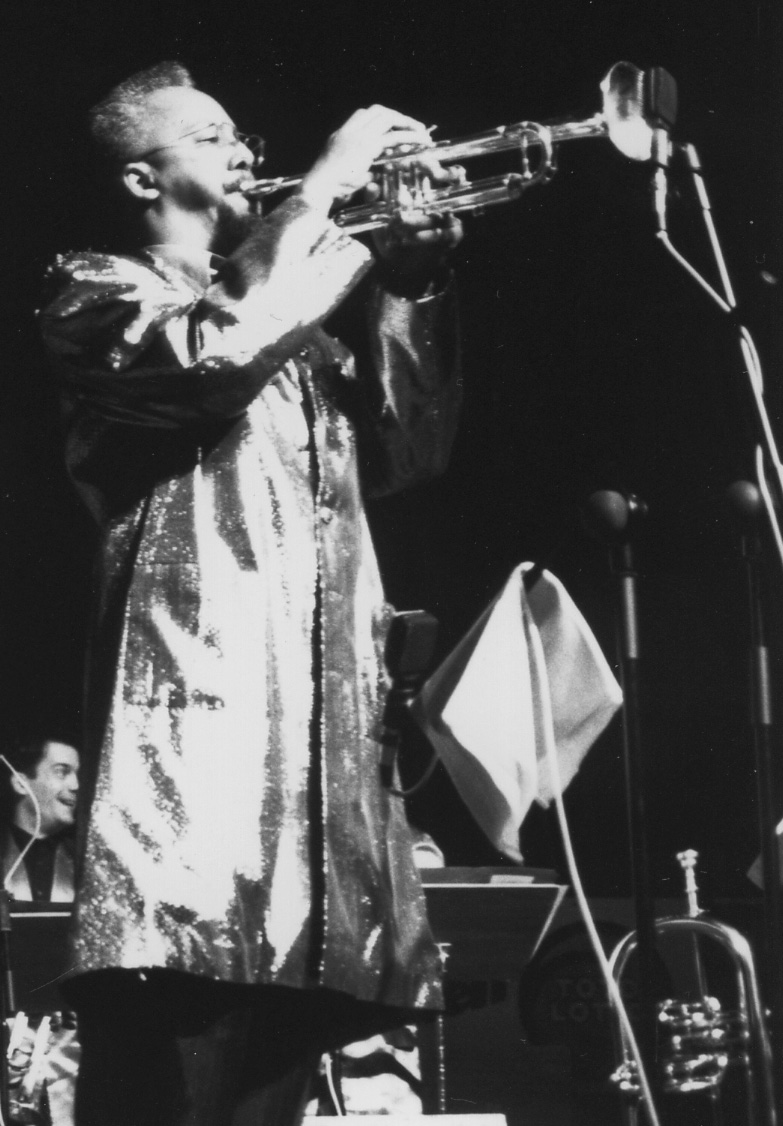
Лестер Боуи в «фирменном» халате с блестками

Умер композитор в 1999 году от рака. В 2000 он был введен в Зал славы журнала «Down Beat», (в 1978 году Боуи занял верхнюю строчку в анкете популярности журнала), а в 2001 «Art Ensemble of Chicago», ансамбль, созданный музыкантом, записал альбом «Tribute to Lester» в честь основателя и вдохновителя коллектива.
В разные годы Лестер Боуи сотрудничал с такими музыкантами и музыкальными группами: Арчи Шепп, Джек Дежонетт, Фела Кути, Дэвид Боуи, Джеймс Картер, Baden-Baden Free Jazz Orchestra, Milosc, Sun Ra.

## Лестер Боуи и кино
В 1990 году Лестер Боуи записал музыкальную композицию для телесериала The Bill Cosby Show, после чего работал над саундтреками к фильмам вместе с композитором Филиппом Сардом. В 1997 году он, совместно с Гаем Сигвортом, принял участие в записи саундтрека к фильму Джона Стрикленда «Время по Гринвичу», повествующему о молодой джаз-джангл группе, один из членов которой играет на трубе. Работа Лестера Боуи звучала неоднократно на протяжении всей кинокартины, она, по сути, добавила английской драме ярких красок и во многом стала самым заметным в фильме продюсерским ходом.